# János Rácz (baloncestista)
Jánoz Rácz (Baja, 3 de agosto de 1941–Budapest, 4 de marzo de 2023) fue un baloncestista húngaro que jugó en la posición de base. Compitió en el torneo masculino de los Juegos Olímpicos de Tokio 1964.

## Carrera

### Club
Jugó toda su carrera con el Honved de 1961 a 1972, con el que fue nueve veces campeón nacional y ganó seis copas nacionales.

### Selección nacional
Jugó para Hungría de 1964 a 1965, participó en los Juegos Olímpicos de Tokio 1964 y el Campeonato Europeo de Baloncesto Masculino de 1965.

## Logros
- Nemzeti Bajnokság I/A (9): 1961–62, 1962–63, 1964, 1965, 1966, 1967, 1968, 1969, 1971.
- Copa de baloncesto de Hungría (6): 1962, 1963, 1964, 1966, 1967, 1968.